# Michal Baťka
Michal Baťka (Košice, 29 agosto 1987) è un cestista slovacco.

## Palmarès
- Campionato slovacco: 3

Inter Bratislava: 2013-14, 2018-19
Spišská Nová Ves: 2020-21
- Coppa di Slovacchia: 1

Spišská Nová Ves: 2021